# Daniel Fanger
Daniel Fanger (11 augustus 1988) is een Zwitsers voetballer (verdediger) die sinds 2010 voor de Zwitserse eersteklasser FC Luzern uitkomt. Voordien speelde hij voor SC Kriens.